# حور مصري
حور مصري (الاسم العلمي:Populus aegyptiaca) هو نوع غير مؤكد من النباتات يتبع جنس الحور من الفصيلة الصفصافية.